# Morita Hirojuki
Morita Hirojuki (森田 宏幸; Hepburn: Hiroyuki Morita; Fukuoka prefektúra, 1964. június 26. –) japán animátor és filmrendező. Animátorként többek között az Akira és a Lupin III filmeken dolgozott. Ismertséget a Studio Ghibli Macskák királysága című filmjének rendezésével, A Yamada család vezető animátoraként és a Kiki – A boszorkányfutár filmen végzett közbeeső animációs munkájával szerzett. A Tencsi Mujó! In Love 2 – Haruka naru omoi című filmen jelenetrendezőként és storyboard rajzolóként is munkálkodott. Morita rendezte a Bokurano animesorozatot Kitó Mohiro mangája alapján.

## Filmográfia

### Animátorként
- Akira (1988) - asszisztens
- Lupin III: Bye Bye Liberty Crisis (1989) - kulcsrajzoló
- Kiki – A boszorkányfutár (1989) - fázisrajzoló
- Ródoszu-tó szenki (1990) - animátor
- Ródzsin Z (1991) - kulcsrajzoló
- Tobé! Kudzsira no peek (1991) - kulcsrajzoló
- Hasire Melos! (1992) - kulcsrajzoló
- Junkers Come Here (1994) - kulcsrajzoló
- Gunsmith Cats (1995) - animátor
- Memories (1995) - animátor
- Tencsi Mujo! in Love (1996) - animátor, tervező
- Spriggan (1998) - kulcsrajzoló
- Perfect Blue (1998) - animátor
- Tencsi Mujó! In Love 2 – Haruka naru omoi (1999) - kulcsrajzoló
- A Yamada család (1999) - animátor
- Texhnolyze (2003) - kulcsrajzoló
- Koro no daiszanpo (2002) - kulcsrajzoló
- Ghost in the Shell 2: Innocence (2004) - kulcsrajzoló
- Földtenger varázslója (2006) - kulcsrajzoló
- Afro szamuráj: Feltámadás (2009) - kulcsrajzoló
- Doraemon: Nobita no ningjo daikaiszen (2010) - kulcsrajzoló
- Doraemon: Eiga Doraemon sin Nobita to tecudzsin heidan – Habatake tensi tacsi (2011) - kulcsrajzoló
- Fullmetal Alchemist: Milos szent csillaga (2011) - kulcsrajzoló

### Rendezőként
- Tencsi Forever! (1999) - részlegrendező
- Macskák királysága (2002)
- Bokurano (2007)